# Pinnistal

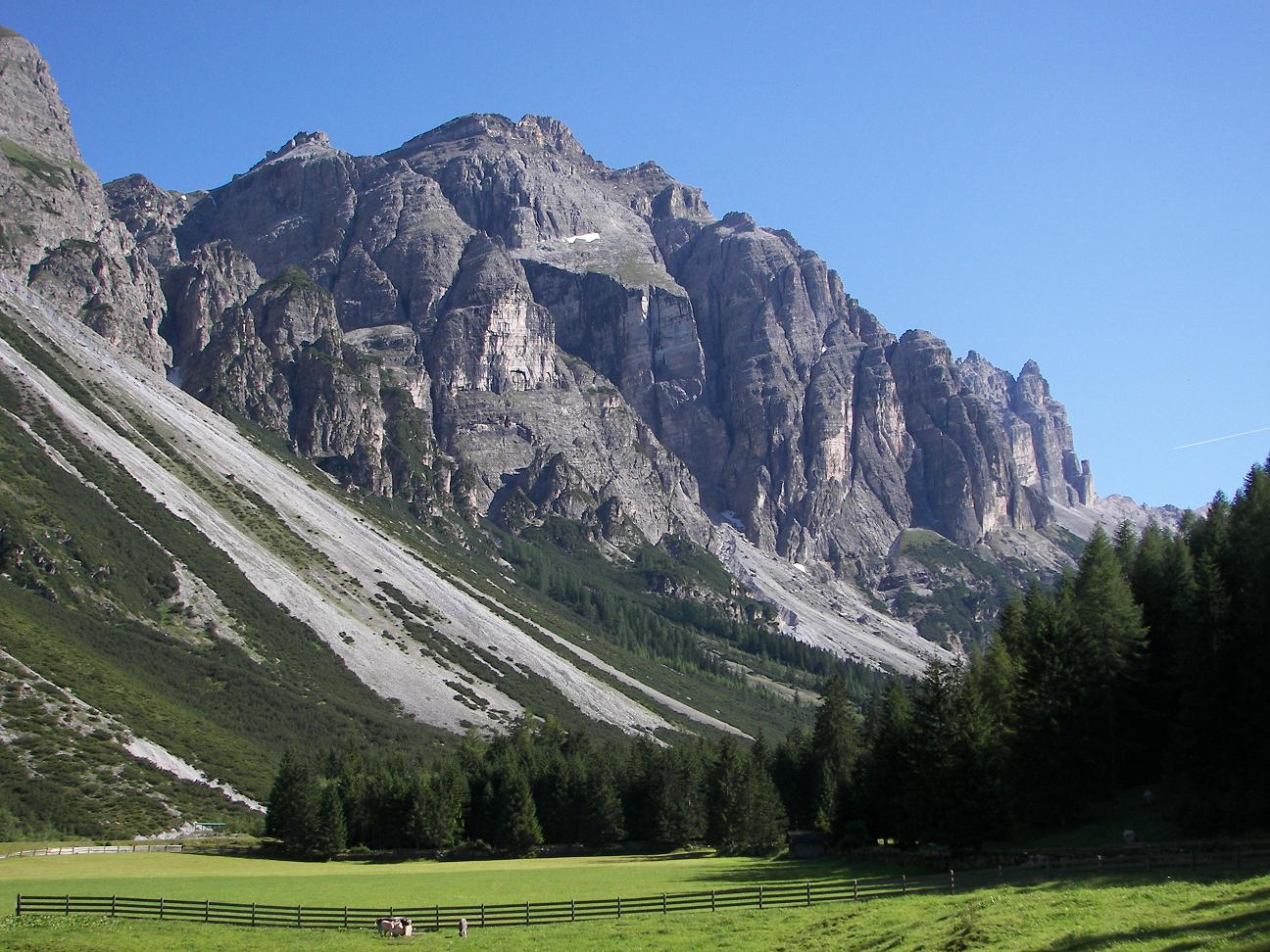
Dolina Pinnistal z północno-wschodnią ścianą szczytu Kirchdachspitze (2840 m n.p.m.)

Pinnistal – dolina w Stubaier Alpen, stanowiąca boczne, orograficznie prawe odgałęzienie doliny Stubai Tal.

## Topografia
Dolina ma kształt lekko wygiętego rożka rozszerzającego się ku północy. Zorientowana jest generalnie w osi północ-południe. Długość doliny Pinnistal wynosi około 8 km. Jej ujście do doliny Stubai Tal znajduje się w okolicy miejscowości Neder na wysokości około 1100 m n.p.m. Od południa dolina zamknięta jest przez potężną piramidę szczytu Habicht 3277 m n.p.m. Z obydwu stron dolinę obejmują w postaci potężnych ramion dwie granie odchodzące od tego szczytu: grań północna oraz grań północno-wschodnia zwana Serleskamm.

## Rzeźba
Dolina posiada typową rzeźbę alpejską. Stanowi dolinę U-kształtną, uformowaną przez lodowce. Szczyty otaczające dolinę opadają do niej urwistymi ścianami. Zamykająca dolinę ściana szczytu Habicht ma około 1000 m wysokości.

## Hydrologia
Przez dolinę płynie potok zwany Pinnisbach. Wypływa on ze źródeł pod Habichtem, a w miejscowości Neder, u wylotu doliny wpada do rzeczki Reutz przepływającej dnem Stubai Tal. W dolinie nie występują stałe zbiorniki wodne. Lodowce istniejące niegdyś w dolinie obecnie uległy zanikowi.

## Roślinność
Dolne partie doliny pokryte są lasem szpilkowym. Wyżej występują łąki alpejskie, sięgające niekiedy aż do urwisk skalnych.

## Zagospodarowanie
Górna część doliny jest niezamieszkana. W jej dolnej części znajdują się szałasy pasterskie, wykorzystywane jedynie latem. Prowadzi się tutaj letni wypas bydła. Nieco powyżej szałasów pasterskich znajdują się dwa szałasy zagospodarowane, Almwirtschaft (1338 m n.p.m.) oraz Isseranneralm (1366 m n.p.m.) oferujące bufet turystyczny. W środkowej części doliny, na wysokości 1560 m n.p.m. znajduje się niewielkie schronisko Pinnisalm oferujące zakwaterowanie i wyżywienie. Około 1 km w głąb doliny na wysokości 1747 m n.p.m. znajduje się ostatni zamieszkany punkt (tylko latem) – szałas zagospodarowany Karalm oferujący bufet turystyczny.
Przez dolinę prowadzi szutrowa droga jezdna (zamknięta dla ruchu samochodów) służąca do zaopatrywania schroniska Pinnisalm, rozpoczynająca się w miejscowości Neder i kończąca się przy schronisku.

## Turystyka
Przez całą dolinę prowadzi trasa turystyczna idąca początkowo drogą jezdną, a od schroniska Pinnisalm znakowaną ścieżką wyprowadzająca na przełęcz Pinnisjoch do znajdującego się w jej pobliżu schroniska Innsbrucker Hütte (2369 m n.p.m.). Przejście całej trasy nie nastręcza trudności technicznych, lecz jest dość długie i zajmuje 5–6 h. Znużeni turyści mogą się posilić w schronisku lub w istniejących w dolinie trzech bufetach turystycznych.
Przez dolinę Pinnistal i przełęcz Pinnisjoch prowadzi droga na szczyt Habicht 3277 m n.p.m. widoczny z doliny w postaci olbrzymiej piramidy i wznoszący się ponad jej dnem niemal 2000 m.

## Mapy
- Kompass Wanderkarte, no. 83 Stubaier Alpen, skala 1 : 50 000,
- Kompass Wanderkarte, no. 36 Innsbruck – Brenner, skala 1 : 50 000.

## Literatura
- Klier W.: Alpenvereinsführer Stubaier Alpen, Bergverlag Rudolf Rother, München, (2006), ISBN 3-7633-1271-4.